# Bengt Johansson (sångförfattare)
För fler personer med samma namn, se Bengt Johansson (olika betydelser)
Bengt Johansson, född 16 november 1952 i Mullhyttan i Kvistbro församling i Närke, är en kristen sångare, rockmusiker och sångförfattare. Han är bror till predikanten Hans Johansson och morbror till artisten och författaren Alexander Bard.
Johansson finns representerad i Verbums psalmbokstillägg 2003 med en översättning av ett verk (nr 703) och text med musik till två verk (nr 756 och 760).
Johansson var från 1970-talet och framåt verksam i olika kristna grupper, såsom Lekebergstrion, Hoppets Horisont och Terra Nova, men sadlade sedan om för att satsa på att skriva lovsånger och musik för den kristna församlingen. Han släppte sin första lovsångsskiva 1989, Vind Över Vatten. Han har sedan dess släppt många skivor, de flesta med en lovsångsprofil. På albumet Platsen för mig ingick en översättning av Darlene Zschechs "Shout to the lord".
Från oktober 2009 till februari 2010 pågick hans turné Glädjetåget med gästartister som Erik Tilling, Clas Vårdstedt, Michael Johnson, Viola Grafström och Isabelle Arnfjell.

## Psalmer
- Ropa till Gud (Verbum nr 703) översatt 1997.
- Bara i Dig (Verbum nr 756) efter psaltaren 62, text och musik 1987
- Din nåd är dyrbar (Verbum nr 760) efter psaltaren 36, text och musik 1996

## Diskografi
- Clownernas planet (1987) med tolkningar av Bruce Cockburns sånger på svenska blev Bengt Johanssons start som soloartist.
- Vind över vatten (1989 & 2001)
- En vandrares väg (1992)
- I vindens riktning (1994)
- Fästpunkt (1996)
- Platsen för mig (1997)
- Ut ur ensamhet (1999)
- Helt liv (2000)
- Återkoppling - samlingsskiva med låtar från 1970-87 (2001)
- Den bästa resan (2002)
- Psalm (2003)
- Spår: 89- 04 - samlingsskiva med låtar från 1989-2004 (2004)
- Ett ögonkast från Dig (2005)
- Icon - skiva med engelska texter (2007)
- Sånger för vägen (2008)
- 50 sånger - box med tre skivor: Original, Nytolkningar och Det Senaste (2009)
- Genom vargarnas land (2011)
- Gå djupare - en mässa (2012)
- När natten blev ljus (2013)
- Vinden säger allt (2015)
- Klara låga (2017)